# Сан-Луис (футбольный клуб)
«Сан-Луи́с» (исп. San Luis F.C.) — бывший мексиканский футбольный клуб из города Сан-Луис-Потоси. Выступал в высшем дивизионе чемпионата Мексики. После завершения сезона 2012/13 был перемещён в город Тустла-Гутьеррес штата Чьяпас, расформирован и на его месте основан новый клуб — «Чьяпас» (исп. Chiapas FC).

## История
«Сан-Луис» был основан 7 июля 1957 года. Команда заняла место УНАМ Пумас во втором дивизионе сезона 1957/1958, когда столичный клуб временно прекратил своё функционирование.
В 1961—1966 гг. команда из-за экономических проблем выступала в Тампико, поскольку её спас от исчезновения местный бизнесмен.
С 1967 года команда под названием «Ауриасулес» (дословно — «Сине-золотая») вернулась в Сан-Луис-Потоси. В сезоне 1970/1971 к команде пришёл первый успех, когда была добыта путёвка в высший дивизион Мексики. В 1974 году команда финишировала последней, но в 1976 году вновь выиграла Второй дивизион.
Затем команда была переименована в «Сантос» (Сан-Луис). В конце 1980-х гг. клуб испытал мощные потрясения из-за споров на права собственности и названия клуба. Клуб опустился в 3 дивизион.
Постепенно ситуация выправилась и с начала 2000-х годов команда стала настойчиво укрепляться в Высшем дивизионе, несмотря на неудачи. Так, «Сан-Луис» выигрывал дважды чемпионата второго по значимости дивизиона Мексики — Примеры А — летом 2002 и апертуру 2004.
Наконец, в 2008 году команда финишировала первой в регулярном чемпионате Апертуры. Хотя в турнире проводится плей-офф, запутанные правила определения представителей Мексики в международных турнирах позволили «Сан-Луису» получить путёвку в международные турниры, несмотря на вылет в 1/4 финала.
Команда дебютировала в Южноамериканском Кубке 2008 удачно, обыграв по сумме двух матчей 5:4 будущего чемпиона Эквадора «Депортиво Кито». Но уже в следующем раунде «Сан-Луис» уступил «Архентинос Хуниорс» 2:3, который в результате дошёл до полуфинала турнира. «Сан-Луис» также выступал в групповой стадии Кубка Либертадорес 2009.
По окончании сезона 2012/13, владельцы клуба, ссылаясь на плохую поддержку и посещаемость матчей болельщиками, приняли решение переместить клуб в город Тустла-Гутьеррес, штата Чьяпас под новым названием «Футбольный клуб Чьяпас», что привело к расформированию клуба «Сан-Луис».

## Титулы
- Чемпионы Второго Дивизиона (2): 1970/1971, 1975/1976
- Чемпионы Примеры A[4] (2): 2002 (Лето), 2004 (Апертура)
- Победители регулярного этапа чемпионата Примеры (1): 2008 (Апертура)